# واي-181187
واي-181187 هو تقارب عالي وانتقائي ناهض 5-HT 6 ناهض كامل.  يحث على زيادة قوية في مستويات حمض غاما -أمينوبيوتيريك أو يختصر غابا حمض الغاما-أمينوبيوتيريك خارج الخلية في القشرة الأمامية، الحصين، المخطط، واللوزة المخية للفئران دون التأثير على تركيزات النواة المتكئة أو المهاد وله تأثيرات متواضعة أو معدومة على مستويات النوربينفرين، السيروتونين، الدوبامين، أو الغلوتامات في هذه المناطق. أثبتت طريقة واي-181187 فعالية ما قبل السريرية في نماذج القوارض من الاكتئاب والقلق واضطراب الوسواس القهري بشكل ملحوظ، الرغم من أنها أثبتت أيضًا أنها تضعف الإدراك والذاكرة.